# Велозалізниця Гочкісса

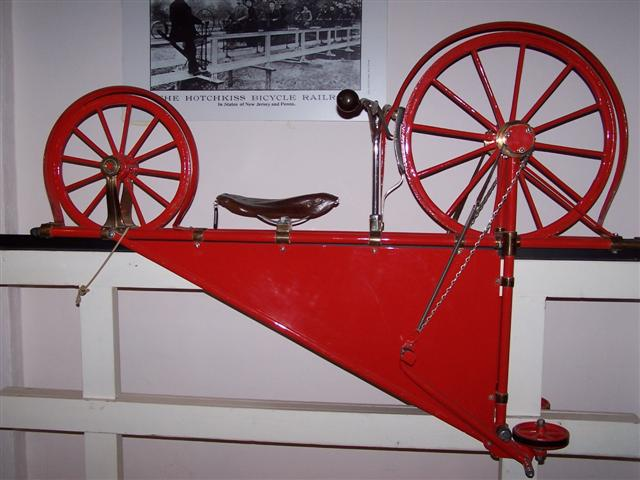
залізничний велосипед на станціях Смітвілль та Маунт Холлі (1892—1898)

Велосипедна залізниця Гочкісса — була побудована як монорейковий транспорт спеціального призначення, по ній можна було катитися на відповідному велосипеді. Вона була винайдена Артуром Гочкіссом, а перша ділянка збудована між містечками Смітвіль і Маунт-Голлі в окрузі Берлінгтон у штаті Нью-Джерсі, в 1892 році, вона була закрита у 1897 році. Інші ділянки були побудовані як розважальні у Великій Британії: у Норфолку (1895—1909 рр.), Великому Ярмуті (наприкінці 19-го ст. переїхала на Honley Pleasure Beach в Гаддерсфілді), та Блекпулі (з 1896 р.).

## Смітвіль — Маунт Голлі
У 1892 році Артур Гочкісс отримав патент на велосипедну залізницю і підписав контракт з машинобудівною компанією H. B. Smith Machine Company для їх виготовлення. Початкова траса простягалась на відстань 2 км від Смітвілля, майже прямолінійно, 10 разів перетинаючи Ранкокас-Крік і прибувши на вулицю Пайн-стріт в Маунт Голлі. Все було завершено вчасно до ярмарку в Маунт Холлі у вересні 1892 року. Метою залізниці було дозволити співробітникам швидко пересуватися з Маунт Голлі на завод у Смітвілі. Щомісячний квиток коштував $2,00. Рекорд швидкості пересування залізницею становив 4,5 хвилини, а середня поїздка тривала 6—7 хвилин. Залізниця була виставлена на Всесвітній «Колумбівській виставці» 1893 року в Чикаго. Вона мала лише одну рейку, таким чином — неможливо було проїхати іншому їздцю, і, якщо б зустрілися їздці, що рухалися в протилежних напрямках, треба було, щоб один з них переїздив на сторонню колію на роз'їзді. До 1897 року частота поїздок знизилася, і залізницю потрохи розібрали.